# Végtelen matrjoska
A Végtelen matrjoska (eredeti címén Russian Doll) egy amerikai internetes televíziós vígjáték-drámasorozat, amelyet Natasha Lyonne, Leslye Headland és Amy Poehler készítettek, bemutatója 2019. február 1-jén volt a Netflix-en. A sorozat Nadja Vulvokovot (Lyonne) követi, aki egy játékfejlesztő, és a 36. születésnapjának éjszakáján meghal. Ezt követően egy időhurokba kerül, melynek során valahányszor meghal, újra visszakerül születésnapi bulijában a mosdóba. Miközben keresi a megoldást, miként kerülhetne ki ebből a körből, rátalál Alan Zaverire (Charlie Barnett), aki szintén újraéli ugyanazt a napot. Emellett Greta Lee, Yul Vazquez és Elizabeth Ashley is szerepelnek a sorozatban.
2019. június 11-én a Netflix megújította a sorozatot egy második évadra, melyben a két főszereplő már utazik is az időben, saját ősük bőrében megjelenve mások számára. A sorozat első szezonja négy Primetime Emmy-díj jelölést kapott, köztük a Legjobb vígjátéksorozat díjat és a Legjobb női főszereplő vígjátéksorozatban díjat Lyonne számára.

## Összefoglaló
A Végtelen matrjoska egy New York Cityben élő Nadja nevű nő történetét követi, akinek a 36. születésnapjára bulit szerveztek a barátai. Nem sokkal később elüti egy autó, ám nem hal meg, hanem újra a bulin tér magához. Hamarosan rájön, hogy bármikor is halna meg, újra és újra idekerül. Miközben keresi a megoldást, találkozik Alannel, aki ugyanettől szenved. Ketten együtt próbálják megoldani, hogy miért történik ez velük, és hogyan tudnának kikerülni az ördögi körből.
A második évadban Nadja negyvenedik születésnapjáig már csak tíz nap van hátra. Felszáll a metró 6-os járatára, és meglepve tapasztalja, hogy visszakerült 1982-be; és hogy itt a vele éppen terhes anyja, Lenora bőrében látja őt mindenki. A metró segítségével képes az idősíkok között utazni, és elhatározza, hogy megváltoztatja a történelmet azáltal, hogy megakadályozza, hogy az anyja elherdálja a családi vagyont.

## Szereplők és karakterek
- Natasha Lyonne, mint Nadja Vulvokov, egy szoftverfejlesztő, aki a 36. születésnapján egy időhurokba kerül.
  - Brooke Timber mint gyerekkori Nadja.
- Greta Lee, mint Maxine, Nadja barátja, aki megszervezte neki a 36. születésnapját.
- Yul Vazquez, mint John Reyes, ingatlanügynök és Nadja exférje, aki éppen válik.
- Charlie Barnett, mint Alan Zaveri, egy férfi, aki Nadjához hasonlóan szintén megragadt egy időhurokban, és mindig újraéli a napját.
- Elizabeth Ashley mint Ruth Brenner, terapeuta, Nadja és anyja közeli barátja. 
  - Kate Jennings Grant (1. évad) és Annie Murphy (2. évad) mint fiatal Ruth.
- Chloë Sevigny mint Lenora Vulvokov, Nadja anyja, akinek hányattatott gyerekkora volt (2. évadtól, az 1. évadban csak vendégszereplő)

### Mellékszereplők
- Dascha Polanco Beatrice-ként, Alan barátnőjeként, akinek meg akarja kérni a kezét (1. évad)
- Jeremy Bobb mint Mike Kershaw, egyetemi irodalmi professzor, akinek viszonya van Beatrice-szel (1. évad)
- Brendan Sexton III mint Ló, egy hajléktalan ember, akinek Nadja segít
- Rebecca Henderson mint Lizzy, egy művész, aki Nadja és Maxine barátja
- Ritesh Rajan Ferranként, Alan barátjaként, aki a helyi közértben dolgozik
- Ken Beck mentősként
- Max Knoblauch mentősként
- Yoni Lotan Ryanként, mentősként
- Burt Young, mint Joe, Alan lakásépületének főbérlője
- Sharlto Copley mint Chezare "Chez" Carrera, Lenora barátja 1982-ben (2. évad)
- Bordán Irén mint Peschauer Vera, Lenora anyja és Nadja nagyanyja, 1982-ben és 1968-ban (2. évad)
  - Ilona McCrea a fiatal Verát alakítja 1944-ben (2.évad)
- Papadimitriu Athina mint Delia, Vera régi barátnője (2. évad)
  - Farkas Franciska mint fiatal Delia, 1944-ben (második évad)
- Ephraim Sykes, mint Derek, a New York-i Őrangyalok egyike (2. évad)
- Rosie O'Donnell, mint a metró hangosbemondója (2. évad)

### Vendégszínészek
- Waris Ahluwalia mint Wardog, Maxine szerárusa
- David Cale mint Dr. Daniel, a férfi aki Wardog szereit készíti
- Lillias White mint Dr. Zaveri, Alan anyja
- Crystal Monee Hall mint Jordanna, Lizzy barátnője
- Jocelyn Bioh mint Claire
- Anoop Desai mint Salim (2. évad), Ferran apja és a közért tulajdonosa 1982-ben
- Tami Sagher mint Shifra, a Tifereth Izrael Zsinagógában lévő rabbi titkárnője
- Jonathan Hadary mint a Tifereth Izrael Zsinagóga rabbija, akit Nadja felkeres, hogy kérdéseket tegyen fel az épületről ahol a születésnapja tartva lett
- Funtek Sándor mint Lenny (2. évad)
- Carolyn Michelle Smith, mint Agnes, Alan nagymamája (2. évad)
- Czukor Balázs, mint Halász Kristóf (2. évad)
- Csiby Gergely német tisztként (2. évad)
- Molnár Piroska, mint egy magyar nő, aki Nadjával és Maxine-nal kiabál (2. évad)
- Phillipp Droste mint Lukas (2. évad)
- Aczél Tulián mint Bruno (2. évad)

## Epizódok

### Első évad (2019)
| Sor. | Év. | Cím                                                    | Rendező         | Író                                                                                 | Premier                           |
| --- | --- | ------------------------------------------------------ | --------------- | ----------------------------------------------------------------------------------- | --------------------------------- |
| 1. | 1.  | Semmi sem megy könnyen (Nothing in This World Is Easy) | Leslye Headland | Történet: Natasha Lyonne, Leslye Headland és Amy Poehler Tévéjáték: Leslye Headland | 2019. február 1. 2019. április 5. |
| Miután váratlanul meghal a 36. születésnapi buliján, Nadja azt veszi észre, hogy újra és újra azt az estét éli át. Először a kokaint hibáztatja, amit rátukmáltak, ám hamarosan azt tapasztalja, hogy bizonyos dolgok másképp történnek, mint előtte. Az első estén ugyanis amikor egy férfival, Mike-kal flörtölt, az előttük lévő akváriumban nyolc hal volt, most pedig csak kettő. Az sem történt meg elsőre, hogy a pótanyjával, Ruth-tal beszélgetett. Ezután belebotlik egy volt fiújába, Johnba, akit fél éve nem látott. Kétségbeesetten próbálja neki elmagyarázni, hogy mi történik vele, John pedig megígéri, hogy hazakíséri. Útközben összevesznek, majd Nadja elmegy megkeresni a macskáját, amely különös módon eltűnik a keze ügyéből. Beleesik a vízbe, megfullad, és újra a bulin találja magát. |     |                                                        |                 |                                                                                     |                                   |
| 2. | 2.  | A nagy menekülés (The Great Escape)                    | Leslye Headland | Natasha Lyonne és Amy Poehler                                                       | 2019. február 1. 2019. április 5. |
| Nadja még mindig a kokaint hibáztatja azért, ami történt vele, és továbbra is zavarodott amiatt, hogy bizonyos dolgokra láthatóan nem emlékeznek a környezetében lévő emberek. Elhatározza, hogy megkeresi Maxine drogdílerét, ám előtte be kell mennie a munkahelyére is, ahol programozóként két másodperc alatt javít ki egy hibát, aminek a meglétéért őt tették felelőssé. A dílertől megtudja, hogy egy új beszállítója van, ám mielőtt ezzel az információval tudna mit kezdeni, újra összefut John-nal, újra összevesznek, lezuhan a mélységbe, és meghal. Mikor újjáéled, megtalálja a díler új elosztóját, aki nem más, mint Dr. Daniel, aki ketamint adott kokain helyett, mert ő maga rákbeteg embereket akar vele kezelni. Nadja rájön, hogy az épületet a lépcsőházon át nem tudja elhagyni, mert akárhányszor megpróbálja, nem számít, hogyan, de mindig meghal valahogy. Másnap szökik meg a tűzlétrán keresztül, majd egyenesen Ruth-hoz megy. Elmondja neki, hogy szerinte becsavarodott és kezeltetnie kellene magát, ezért kihívja a mentőket. Mikor a mentősök be akarják vinni, útközben le akarják vetetni a nyakláncát, amitől pánikba esik, ez balesetet okoz, ismét meghal, és újra a buliban találja magát. |     |                                                        |                 |                                                                                     |                                   |
| 3. | 3.  | Meleg test (A Warm Body)                               | Leslye Headland | Allison Silverman                                                                   | 2019. február 1. 2019. április 5. |
| Másnap Nadja Lizzy és Maxine kanapéján ébred, magán John kabátjával. Az épületen héber betűket vél felfedezni, ezért John segítségét kéri, hogy segítsen neki eljutni a rabbihoz, mert arra gondol, hogy talán az épület elátkozott. A rabbi azonban azt mondja, hogy az emberek elátkozottak nem az épületek. John elmeséli a rabbinak Nadjával való kapcsolatát: az exfelelsége a vele való viszonya miatt dobta ki, Nadja viszont azért, mert úgy érezte, túl nagy a nyomás rajta. És most is hiába próbálna összejönni vele, nem tud. Nadja részegen megy le a parkba megkeresni a macskáját, ahol hagyja, hogy egy Ló becenevű hajléktalan lenyírja a haját. Lónak nincs cipője, mert állítása szerint ellopták az előző nap a hajléktalanszállón, ahova nem akar visszamenni. Aznap éjjel Nadja vele tölti az éjszakát, majd halálra fagy a hidegben, és ezért ismét a buliban ébred. Elmegy a szállóra, és egész nap figyeli, nehogy valaki ellopja Ló cipőjét, sikeresen megakadályozva azt. Ezután a munkahelyére indulna kijavítani a kódot, de a lift leszakad vele és megint meghal. |     |                                                        |                 |                                                                                     |                                   |
| 4. | 4.  | Alan rutinja (Alan's Routine)                          | Jamie Babbit    | Cirocco Dunlap és Leslye Headland                                                   | 2019. február 1. 2019. április 5. |
| Egy Alan nevű férfival szemlátomást ugyanaz történik, mint Nadjával: a fürdőszoba tükre előtt áll, kipakolja a holmijait, megeteti a halát, majd kilép a házból, ahol Nadjával is szembetalálkozik. Elmegy a barátnője, Beatrice házához, aki a nyaralásuk előtt szakított vele, akinek meg akarta kérni a kezét. Ezután otthon töltötte az egész napját. Másnap meglátogatja az anyját, Dr. Zaverit, akinek nem mondja el a teljes igazságot a magánéletéről. Belép a liftbe, amiben ott van Nadja is, és mindketten meghalnak. Ezután ugyanúgy a tükör előtt eszmél ő is, és döbben rá, hogy mi történt. Az utcán kiszúrja Nadját és gyanús lesz neki a dolog, ahogy az is, hogy Beatrice most másként reagál, és bevallja neki, hogy megcsalta. Ezeket elmeséli a barátjának, Ferrannak, aki azt javasolja, hogy keressen fel egy terapeutát. Alan kérdőre akarja vonni a férfit, akivel Beatrice megcsalta, és kiderül, hogy ő nem más, mint Mike, Nadja randija az első estéről. Összevesznek, és Mike közli, hogy Beatrice boldogtalan volt. Aznap, amikor Nadja vízbefullad, Alant megrázza az áram, amitől ismét meghal, és mikor magához tér, más ruhában van, a cuccai szanaszét vannak dobálva, és nincs meg se a jegygyűrűje, se a hala. |     |                                                        |                 |                                                                                     |                                   |
| 5. | 5.  | Felsőbbrendűségi komplexus (Superiority Complex)       | Jamie Babbit    | Jocelyn Bioh                                                                        | 2019. február 1. 2019. április 5. |
| Alan megkeresi Nadját és beszél vele arról, ami történik. Nadja szerint a fürdőszoba egy fekete lyuk, Alan szerint viszont a purgatóriumban vannak, hogy bűnhődjenek a bűneikért. Nadja ezt kétli, és felszólít mindenkit a buliban, hogy őszintén mondja meg, ha rossz embernek gondolják őt.Miután beigazolódik a dolog, tovább gondolkodnak, és rájönnek, hogy mindig egyszerre halnak meg, és ez pontosan tizenötször történt meg eddig. Nadja megpróbálja rendezni a kapcsolatát Johnnal, és főként a lányával, Lucyvel, akivel elég mostohán bánt. Egy könyvet szeretne neki adni, amit Ruthnál hagyott - miután meghalt a vér szerinti anyja, Ruth lett számára az, és a régi holmik nála maradtak. Miután megtalálja a könyvet, egy gázrobbanás végez mindkettejükkel. Mivel ez megismétlődik, úgy dönt, az előző éjszaka megy el a könyvért, de ekkor meg Ruth lövi le, mert azt hiszi, hogy betörő. Nadja megvallja Alannek, hogy a tetteivel valamilyen módon hatssal van az emberekre, de ez nem biztos, hogy jó, ezért aztán felhagy azzal, hogy Lucynek kedveskedjen. Alan közben észreveszi Mike-ot a bulin, és azt, hogy minden egyes alkalommal más nőknek udvarol. Mike rámutat, hogy Beatrice nem azt választotta, hogy vele legyen, hanem azt, hogy Alannel ne legyen. |     |                                                        |                 |                                                                                     |                                   |
| 6. | 6.  | Tükörkép (Reflection)                                  | Jamie Babbit    | Flora Birnbaum                                                                      | 2019. február 1. 2019. április 5. |
| Alan és Nadja nemcsak hogy nem biztosak már abban, hogy hol vannak, de abban sem, hogy kik ők. Kiderül, hogy Alan nem emlékszik rá, hogy hogyan halt meg először, míg Nadja igen, ezért ezt kezdik el nyomozni. Nadja elviszi Alant Ruth-hoz, aki mesél neki Nadja anyjáról. Visszafelé menet méhek támadnak rájuk, és mivel mindketten allergiásak a csípésre, meghalnak. Másnap Nadja elhatározza, hogy követi Alant, hogy rájöjjön, mi történt vele az első éjszaka. Úgy tűnik, hogy a Beatrice-szal történtek után lerészegedett. Nadja bevallja, hogy az első este lefeküdt Mike-kal, ezért felmennek a lakására, hogy újra eljátsszák azt, ahol Mike szerepében Alan van. Később Nadja ellopja Alan cipőjét, hogy Lónak ajándékozza, továbbá a krugerrandját, az utolsó érmét is abból a 150-ből, amibe a holokauszt-túlélő nagyszülei befektettek. Lóval a közeli bodegához mennek, ahol emlékezete szerint először látta Alant. Mire visszaér a házba, Alan már kitakarított és kirakta a falra Nadja és az anyja ágy alatt tárolt képeit. Nadja dühös lesz és kidobja Alant, majd nem sokkal később megfullad Ruthnál egy csirkecsonttól. Mikor feleszmél, nincs előtte Maxine fürdőszobájában a tükör, ami Maxine állítása szerint soha nem is volt ott. Villámgyorsan elmegy Alanhez, bocsánatot kér tőle és azt, hogy oldják meg ketten ezt az egészet. Alan most már emlékszik, hogyan halt meg először: kiugrott egy épületből. |     |                                                        |                 |                                                                                     |                                   |
| 7. | 7.  | Menekülés (The Way Out)                                | Leslye Headland | Történet: Allison Silverman Tévéjáték: Allison Silverman és Leslye Headland         | 2019. február 1. 2019. április 5. |
| Nadja emlékszik arra az estére, amikor Alan öngyilkos lett, és próbált is volna neki segíteni, de helyette inkább kötekedni kezdett pár Wall Street-i figurával. Ha Nadja segített volna, nem halt volna meg, és őt sem ütötte volna el első alkalommal a taxi. Alan erkölcsi szempontból fejezi ki aggályait, Nadja szerint pedig mindez olyan, mint egy programhiba, ahol a haláluk a program összeomlásának feleltethető meg. Felvázolja, hogy mindennek az időhöz és a relativitáshoz van köze, és be is bizonyítja, hogy egy kívülről rothadtnak tűnő narancs belülről teljesen érett - tehát a lineáris idő létezik, és ha ez így van, akkor ha felül tudják írni a történteket, talán rendbe tudják rakni a dolgokat. Viszont Nadja hiába próbál meg segíteni Alannek, a saját fiatalabb énjét látja csak újra meg újra meghalni, ráadásul a születésnapi buliban is egyre kevesebben vannak, a végén már csak Maxine. Mivel mindketten félnek attól, hogy lassan a szeretteik is eltűnnek, úgy döntenek, rendezik kapcsolataikat. Alan elmegy Beatrice-hez és elmondja neki, hogy megérti az érzéseit, majd Mike-kal is megbékél. Nadja pedig Ruth-hoz megy, és elmondja neki, hogy úgy érzi, elárulta az anyját, amiért inkább vele akart élni. Ezúttal nem robban fel a lakás, Nadja is megtalálja a korábban keresett könyvet, amit most el is akar vinni Lucynek. Legnagyobb megdöbbenésére saját fiatalabb énjét látja a kávézóban Lucy helyén, majd ezután meghal. Nadja visszaemlékszik egy alkalomra, amikor az anyja, Lenora, egy nagy tucat görögdinnyét akart venni, és amikor emiatt az eladó veszekedni kezdett vele, Lenora beküldte Nadját a boltba, hogy hívja ki az üzlet vezetőjét - ezután Ruth volt az, aki próbált neki szerezni valami ételt, ami nem görögdinnye. Lenora törni-zúzni kezdett, a lánya szeme láttára, és összetörte a tükröket is, amikben saját magát látta. |     |                                                        |                 |                                                                                     |                                   |
| 8. | 8.  | Ariadné (Ariadne)                                      | Natasha Lyonne  | Natasha Lyonne                                                                      | 2019. február 1. 2019. április 5. |
| Amikor Nadja újra feleszmél, megint mindenki ott van a buliban. Üdvözli őket, majd Maxine segítségével kijut az épületből. Egyenesen Alanhez megy, aki nincs otthon, majd megtalálja annál a bodegánál, ahol a legelső este is volt. Alan részeg és mindent elejt a keze ügyéből, viszont megtalálta a jegygyűrűjét és a hala is visszakerült az akváriumba. Elment a buliba, hogy megtalálja Nadját, de ő már nem volt ott, hanem helyette a nő Mike-kal van. Ezúttal ugyanis teljesen más a helyzet: mindketten egy olyan időhurokban vannak, ahol a másikuk nincs tisztában a dolgok ismétlődésével, mintha mindketten a másik legelső napjára kerültek volna vissza. Alan próbálja figyelmeztetni Nadját, hogy ne menjen el Mike-kal, mert el fogja ütni egy taxi, de nem hallgat rá. Ezután próbál elküldeni egy képet Beatrice-nak kettejükről, Mike viszont ezután nem veszi fel a telefont. Alan megkéri Ferrant, hogy ő hívja fel Nadját, és hívja a bolthoz. Nadja meg is jelenik, vitatkozni kezdenek, és Alan közben tanúbizonyságát adja, hogy mindent tud, ami a nő környezetében történik. Végül még attól is megmenti, hogy a taxi elüsse. Ezúttal Nadja nem Mike-kal, hanem Alannel indul el, és közben csatlakoznak egy szürreális parádéhoz, ami egy alagútban zajlik. A másik oldalon Nadja próbál segíteni Alannek, ezért követi egész este. Felviszi a lakására, ahol elmeséli neki az egész eddigi történetüket. Mindketten elalszanak, de amikor Nadja felébred, Alan sehol nincs. Azt hiszi, hogy kiugrott az ablakon, de aztán kiderül, hogy ott maradt a lakásban. Megígérik egymásnak, hogy nem hagyják egyedül a másikat, majd kimennek az utcára, egyenesen a szürreális parádéhoz az alagútba, ahol a két idővonal egyesül, és már mindketten emlékeznek. |     |                                                        |                 |                                                                                     |                                   |

### Második évad (2022)
| Sor. | Év. | Cím                                       | Rendező        | Író                                     | Premier                             |
| --- | --- | ----------------------------------------- | -------------- | --------------------------------------- | ----------------------------------- |
| 9. | 1.  | A jövőbe tekintve (Nowhen)                | Natasha Lyonne | Natasha Lyonne                          | 2022. április 20. 2022. április 20. |
| Pár nappal a 40. születésnapja előtt Nadja felfedez a new yorki 6-os metrón egy időkaput, ami visszarepíti őt 1982-be. Felfedezi, hogy itt mindenki az anyja, Lenora képében látja őt, aki éppen vele terhes. Tudták kívül segít egy csalónak, Cheznek hozzájutnia a nagyanyja 150 érméből álló örökségéhez. Mikor visszajut a jelenbe (a metró oda-vissza működik az idősíkok közt), megkérdezi Ruth-ról, hogy mit tud Chezről, akiről kiderül, hogy ekkoriban Lenora szeretője volt. Előbb figyelmezteti Alant, hogy mik történnek vele, majd visszamegy 1982-be, ahol meggyőződik róla, hogy valóban Lenora és Chez közösen tüntették el a családi vagyont, aztán Chez meglépett vele. Ezalatt Alan is kipróbálja a metrót. |     |                                           |                |                                         |                                     |
| 10. | 2.  | Coney Island (Coney Island Baby)          | Alex Buono     | Allison Silverman és Zakiyyah Alexander | 2022. április 20. 2022. április 20. |
| 1982-ben Nadja az anyja, Lenora bőrében konfrontálódik a nagyanyjával, Verával, az eltűnt érmék miatt. Az önkéntes őrangyalok segítségét kéri először, ám rájön, hogy a tudásával a jelenben is megtalálhatja a férfit. Miután sikeresen utánakutat, kérdőre vonja a férfit 1982-ben, aki közli, hogy az értékeken egyébként már az előző este túladott. Vera kidobja "Lenorát" a házából, aki ekkor találkozik a fiatal Ruth-tal. Ruth segítségével vásárolja vissza az érméket egy közeli ékszerboltból, amire úgy teremti elő a pénzt, hogy eladnak egy kocsit, Ruth pedig felajánlja a jegygyűrűjét. Nadja hangüzenetet hagy Lenorának, hogy ezúttal ne szúrja el a második esélyt. Miközben utazik a metrón, döbbenten szúrja ki Alant, odamegy hozzá, ám amikor visszatérne, az érméknek nyoma sincs. |     |                                           |                |                                         |                                     |
| 11. | 3.  | Agyelszívás (Brain Drain)                 | Natasha Lyonne | Natasha Lyonne és Alice Ju              | 2022. április 20. 2022. április 20. |
| Most, hogy újra elvesztette az érméket, Nadja, Lenora képében ultrahangra megy Ruth-tal és Verával. Hall egy történetet Verától arról, hogy az érmék egy budapesti aranyvonathoz kapcsolódnak. Nadja magához vesz pár régi iratot Vera lakásából, diafilmeket a könyvtárból, majd visszatér Lenora alaposan lelakott lakásába. Itt azt hallucinálja, hogy fülbemászók másznak a karján, és egyedül csak ő látja Lenorát is. Kap egy hívást egy könyvtárostól, hogy a kérdéses aranyvonaton a második világháború során menekítettek ki értékes vagyontárgyakat, köztük az érméket. A vonatról azonban csak annyit tudni, hogy valahová eltűnt, és feltehetőleg lefoglalták az értékeket a nácik. De mielőtt utána tudnának nézni a vonatnak, megérkezik a rendőrség, és elmegyógyintézetbe viszik Nadját. Megpróbálja elmagyarázni az orvosoknak a helyzetet, de úgy érzi, hogy az anyja skizofréniája kihatással van az ő agyára is. Később megszökik, visszajut a jelenbe, és megtalálja a családi iratok közt a nyomot az aranyvonathoz. |     |                                           |                |                                         |                                     |
| 12. | 4.  | Állomásról állomásra (Station to Station) | Alex Buono     | Alice Ju & Lizzie Rose & Natasha Lyonne | 2022. április 20. 2022. április 20. |
| Amikor Alan is felszállt a metróra, ő máshol kötött ki: 1962-ben, Kelet-Berlinben, ráadásul az akkor még egyetemista ghánai származású nagyanyja bőrében, aki egy Lenny nevű fickóval randevúzott. Miközben megbeszélik az élményeiket, Alan figyelmezteti Nadját, hogy ne akarja megváltoztatni a múltat. Nadja és Maxine Budapestre utaznak, hogy megtalálják a nagyanyja egykori lakását, eközben Alan megtudja, hogy a nagyanyja volt az egyik fő szervezője annak a társaságnak, akik meg akartak szökni egy, a berlini fal alatt fúrt alagúton keresztül Nyugatra, |     |                                           |                |                                         |                                     |
| 13. | 5.  | Meseszép holttest (Exquisite Corpse)      | Alex Buono     | Allison Silverman                       | 2022. április 20. 2022. április 20. |
| Nadja 1944-be kerül, ahol a fiatal Verával együtt kezdik el keresni az aranyvonatot, hogy megtalálják a családi kincseket. Meg is találják egy, a németek által őrzött raktárban, majd elrejtik a csatornában. Ezután elmennek egy közeli templomba, ahol megkérik a papot, hogy a háború után postázza el Verának a kincsek hollétének a helyét. Az idősebb Vera sikerrel is jár, és magához veszi azokat. El is cserélik azokat, ám ekkor derül ki, hogy csak aranyérmével tudják kifizetni őket, pontosan azokkal, amiket később Lenora elherdál. Rájön, hogy akármit is próbál tenni, nem tudja megváltoztatni a dolgok menetét. Átsétál a metrókocsikon, melyekben korokon át utazik, és végül ismét Lenora képében elfolyik a magzatvize. |     |                                           |                |                                         |                                     |
| 14. | 6.  | Schrödinger Ruth-ja (Schrödinger's Ruth)  | Alex Buono     | Cirocco Dunlap                          | 2022. április 20. 2022. április 20. |
| Nadja az anyja képében megszüli saját magát, majd visszatér a jelenbe. Megtudja, hogy Ruth kórházba került, és ekkor veszi észre meglepetten, hogy több Ruth is létezik. A hullaházba megy, ahol a saját holttesteit találja meg, még a 36. születésnapján történtek szerint, ami azt jelenti, hogy valami megváltoztatta a dolgok menetét. Alan, aki Nadját keresi, szintén észreveszi ezt. Újra találkoznak abban a fürdőszobában, ahol a 36. születésnap eseményei is kezdődtek, Nadja kezében pedig ott van a saját csecsemőkori énje. |     |                                           |                |                                         |                                     |
| 15. | 7.  | Matrjoska (Matryoshka)                    | Natasha Lyonne | Natasha Lyonne és Alice Ju              | 2022. április 20. 2022. április 20. |
| Nadja és Alan visszatérnek a metróba, ahol Ló mint a metró alkalmazottja tereli be őket a szerelvénybe. Az tele van az ismerőseikkel, és kiderül, hogy mindegyikük Ruth virrasztására tart, a nő ugyanis meghalt. Alan leszállítja Nadját, mondván, hogy nekik vissza kell vinniük a csecsemő énjét 1982-be, hogy helyrehozzák az idővonalat.Miközben bolyonganak, elüti őket egy metró, és külön-külön térnek magukhoz. Alan találkozik a nagyanyja szellemével, aki arra kéri, hogy lépjen tovább, Nadjának pedig hátra kell hagynia az érméket, hogy visszajuthasson Lenorához. Miután helyrehozták az idővonal kisiklását, Alan és Nadja elmennek Ruth virrasztására. |     |                                           |                |                                         |                                     |

## Gyártás
A sorozatot Natasha Lyonne, Amy Poehler és Leslye Headland készítette, akik szintén vezető producerként működtek közre. Headland írta az első epizódot, ő és Lyonne a sorozat írói is. A sorozatot gyártó társaságok közé tartozik az Universal Television, a Paper Kite Productions, a Jax Media és a 3 Arts Entertainment.
Az eredeti sorozatba rendelés mellett megerősítést nyert, hogy Natasha Lyonne fog a sorozat főszereplője lenni. A premier bejelentése mellett megerősítést nyert, hogy Greta Lee, Yul Vazquez, Elizabeth Ashley és Charlie Barnett csatlakozott a főszereplőkhöz, valamint hogy Chloë Sevigny, Dascha Polanco, Brendan Sexton III, Rebecca Henderson, Jeremy Bobb, Ritesh Rajan és Jocelyn Bioh vendégszereplőkként fognak szerepelni.
Az első szezon forgatása 2018. február 22-én kezdődött New Yorkban.
2019. június 11-én a Netflix bejelentette, hogy megújítja a sorozatot egy második évadra. 2020 márciusában viszont a második évad forgatása el lett halasztva a Covid19-pandémia miatt.
A gyártás egy évvel később, 2021 márciusában kezdődött. A 2. évad fináléját a budapesti földalatti ciszternáknál forgatták.
A sorozat készítői interjúkban elmondták, hogy vannak ötleteik a harmadik évadra.

## Zene
Harry Nilsson amerikai énekes-dalszerző Gotta Get Up című dalát "reset" dalként használták, amikor Nadia karaktere meghalt és feltámadt. Lyonne elmagyarázta a The New York Timesnak, hogy a dal kiválasztásakor Nilsson életének „élénk végzettartama” meglepte. A "reset" dal további esélyesei közé tartozott: Lil 'Kim Not Tonight, Lou Reed Crazy Feeling és a The Stooges No Fun című dala. Noha a Netflix végül megszerezte Nilsson dalának használati jogát, annak sokszor történő felhasználásának költségei elérték a zenei költségvetés jelentős részét. Nilsson jogutódja még azt is korlátozta, hogy hányszor lehet felhasználni a dalt. Brienne Rose zenei felügyelő szerint a produkció "megtalálta az egyensúlyt a felhasználások maximális száma és a költségvetés által megengedett között". Az Alan karakteréhez használt "reset" dal Beethoven 4-es zongorakoncertje G-Majorban volt.
Ezen felül még szerepelt többek között Ariel Pink és Weyes Blood kollaborációjából származó Morning After, John Maus-nak az And the Rain..., Anika-nak az I Go to Sleep, és a The Liminanas-nak a Migas 2000 című dala is.

## Kiadás
2019. január 9-én a Netflix kiadta a sorozat első előzetesét. 2019. január 23-án a sorozat hivatalos bemutatóját a New York-i Metrograph színházban tartották. A jelenlévők között szerepelt a sorozatíró Jocelyn Bioh, Taylor Schilling, Natasha Lyonne, Fred Armisen, Amy Poehler, Chloë Sevigny, Greta Lee, Dascha Polanco, Rosie O'Donnell, Danielle Brooks, Laura Prepon és David Harbour.

## Fogadtatás

### Első évad
A sorozat első évada kritikus elismerést kapott. A Rotten Tomatoes vélemény-aggregátor webhelyen a sorozat 96%-os jóváhagyási minősítéssel rendelkezik, Az átlagos értékelés 85 értékelés alapján 10.5-ből 8.53. A weboldal kritikus konszenzusa így szól: "Lehet, hogy a Végtelen matrjoska beragadt egy időhurokba, de ez a végtelenül feltaláló sorozat soha nem ismétlődik meg, amikor változó hangok látványosságát tartja – halálosan viccestől gyászosan szomorúig -, amelyet kiegyensúlyozott az izgalmas személyiség, amit Natasha Lyonne megdöbbentően jól ad elő."  A súlyozott átlagot használó Metacritic a 24 sorozat kritikája alapján a sorozat 100-ból 89 pontot adott a 89-es sorozatnak, jelezve az "egyetemes elismerést".
Az IGN Alicia Lutes-e az első évadot 10/10-re pontozta. Dicsérve a sorozatot, hozzáteszi, hogy "egy találékony, kiszámíthatatlan utazás lesz az év egyik legjobb show-ja". A Rolling Stone magazin Alan Sepinwall-ja  a sorozatot 4 és fél csillagra értékelte az 5-ből, és dicsérte, mondván: „Ez keveréke a tónusoknak, és a vezérelt mániának, amit Lyonne briliánsan mutat be, ami a Végtelen matrjoskának teljesen új összhangot ad, még akkor is ha meglátszik hogy mi inspirálta a sorozatot."  A New York Times James Poniewozik-ja hasonlóképpen vélekedett, mondván: "A Végtelen matrjoska sovány, és talpraesett ütemű is, és ez a ritka bravúr sikerült a streaming TV korszakában, várom hogy több legyen belőle. A Collider Haleigh Foutch-ja ugyanilyen véleményen volt, így a sorozatot 5-re minősítette az 5-ből, és dicsérve azt mondta: „Egy kész zsinórban nézési csoda; egy show ami nem csak arra készteti a nézőt, hogy megnézze a következő epizódot, de még a karakterfejlődésre és a történet integritására is ügyel."  A Time Judy Berman-ja úgy jellemzi a sorozatot, mint "tekervényes, de mégis lendületes", és dicsérte a sok réteget amik megjelentek, és 2019 legjobb új showjának nevezte.

### Második évad
A második évad széles körű kritikai elismerést kapott. A Rotten Tomatoes-on 97%-os jóváhagyást kapott, átlagosan 8/10, 61 vélemény alapján. A weboldal kritikusai egyetértésben kijelentik: "A Végtelen matrjoska néhány szerencsejátéka nem kifizetődő ebben az ambiciózus és izgalmasan merész második évadban, de a show kockázatvállalási hajlandósága gyakran a saját jutalma."  A Metacriticen 100-ból 79-es súlyozott átlagpontszámmal rendelkezik, 25 kritika alapján, ami "általában kedvező értékeléseket" jelez.
Rebecca Nicholson tökéletes ötcsillagos kritikájában a The Guardiantől úgy jellemezte, hogy "egy igazán pompás sorozat, az esztétikától a forgatókönyvig, és hihetetlenül gazdagnak tűnik". A Los Angeles Times beszámolója Robert Lloydtól a következőképpen üdvözölte az évadot: "Hasznos, ha a sorozatot zenésnek vagy költőinek tekintjük, különösen a gyönyörű utolsó tételeinek átmeneteiben."  Egy másik pozitív kritika a Collider Ross Bonaime-jétől dicsérte a második évad íróit, kifejtve, hogy "A Végtelen matrjoska második évada igazán vad menet, még a körpályás első évaddal összehasonlítva is, de ez a lazaság és a szabadon folyó felfedezés a múltról, ami ezt a szezont olyan figyelemre méltóvá teszi."  Egy lelkes kritikában Matt Fowler, az IGN-től méltatta a sorozatot, és kijelentette, hogy "A Végtelen matrjoska második évada megtalálja a módját, hogy életben tartsa az időcsalást egy Quantum Leap stílusú történettel, amely természetesen csodálatosan gyengéd és tartalmas katarzishoz vezet."  A Rolling Stone Alan Sepinwall-ja az 5-ből 4 csillagot adott az évadra, „robbanásnak” nevezve, és megjegyezve, hogy „azzal, hogy tovább akarunk jutni és többet próbálunk, a Végtelen matrjoska második évada végül is többként igazolja a sorozat létét, mint egy egytalálatos csoda".

## Fordítás
- Ez a szócikk részben vagy egészben  a   Russian Doll (TV series) című angol Wikipédia-szócikk ezen változatának fordításán alapul.  Az eredeti cikk szerkesztőit annak laptörténete sorolja fel. Ez a jelzés csupán a megfogalmazás eredetét és a szerzői jogokat jelzi, nem szolgál a cikkben szereplő információk forrásmegjelöléseként.